# Artikel 17a des Grundgesetzes für die Bundesrepublik Deutschland
Der Artikel 17a des Grundgesetzes für die Bundesrepublik Deutschland gehört zum ersten Abschnitt (Grundrechte) in dem Grundrechtsbeschränkungen während des Wehr- oder Zivildienstes geregelt sind.

## Erläuterung
Art. 17a wurde am 19. März 1956 im Grundgesetz eingeführt, nachdem die Bundesrepublik Deutschland 1955 der NATO beigetreten ist und die Wiederbewaffnung mit der Einberufung von 1500 Soldaten am 2. Januar 1956 vollzogen wurde. Bereits am 6. März 1956 wurde im Wehrergänzungsgesetz, neben der Befehls- und Kommandogewalt in Friedenszeiten wie auch im Verteidigungsfall, das Amt des Wehrbeauftragten geschaffen. Der Wehrbeauftragte soll im Auftrag des Bundestages den Schutz der Grundrechte der Soldaten gewährleisten. In § 6 Soldatengesetz wird die Einschränkung der Grundrechte im Rahmen der Erfordernisse des militärischen Dienstes mit seinen gesetzlichen Pflichten begründet. Weitere Regelungen sind im zweiten Abschnitt des Soldatengesetzes Pflichten und Rechte der Soldaten festgeschrieben.
Soldaten und Ersatzdienstleistende sind in einigen Bereichen der Grundrechte eingeschränkt. Art. 17a GG legt genau fest, welche Grundrechte eingeschränkt sind, auf die sich die genannten Personen nicht berufen können. Dazu zählen das Grundrecht auf freie Meinungsäußerung, die Versammlungsfreiheit sowie das Petitionsrecht.
Im Absatz 2 wird die Bedeutung der Verteidigung und des Schutzes der Zivilbevölkerung unterstrichen. Diesem wird durch Art. 17a GG eine so hohe Bedeutung beigemessen, dass dafür Grundrechtseinschränkungen in Kauf genommen werden. Das Grundrecht der Freizügigkeit und die Unverletzlichkeit der Wohnung dürfen begrenzt werden, sollte die Verteidigung und der Schutz der Zivilbevölkerung das erfordern. Situationen, in denen so etwas eintreten kann, sind z. B. Kriege und schwere Naturkatastrophen (Erdbeben, Flutkatastrophen etc.).